# Record du monde du saut en longueur
Pour un article plus général, voir Records du monde d'athlétisme.
Les records du monde du saut en longueur sont actuellement détenus par l'Américain Mike Powell, avec la distance de 8,95 m le 30 août 1991 en finale des championnats du monde de Tokyo, au Japon, et par l'ex-Soviétique Galina Chistyakova qui atteint la marque de 7,52 m le 11 juin 1988 à Leningrad en URSS.
Le premier record du monde du saut en longueur homologué par World Athletics est celui de l'Irlandais Peter O'Connor en 1901 avec 7,61 m, la première meilleure marque féminine étant établie en 1922 par la Tchécoslovaque Marie Mejzlíková avec 5,16 m. 18 records du monde masculins et 36 records du monde féminins ont été ratifiés par l'IAAF.
Les records du monde en salle du saut en longueur appartiennent à l'Américain Carl Lewis (8,79 m le 27 janvier 1984 à New York ) et à l'Allemande Heike Drechsler (7,37 m le 13 février 1988 à Vienne).

## Record du monde masculin

### Jesse Owens au-delà des 8 mètres

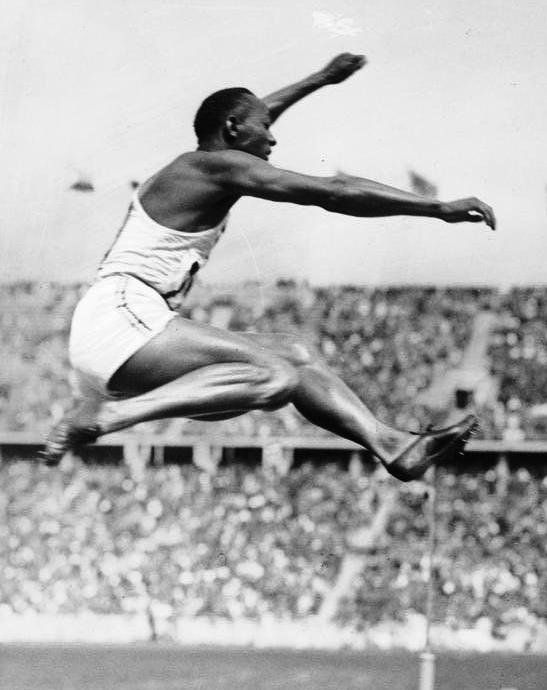
Jesse Owens, premier sauteur au-delà des 8 mètres.

Le premier record du monde masculin du saut en longueur homologué par l'Association internationale des fédérations d'athlétisme (IAAF) est celui de l'Irlandais Peter O'Connor qui réalise un saut à 7,61 m le 5 août 1901 à Dublin.
Le record n'est amélioré que vingt ans plus tard, le 23 juillet 1921 à Cambridge dans le Massachusetts lors de la rencontre universitaire Harvard - Yale contre Oxford - Cambridge, par l'Américain Edward Gourdin, avec 7,69 m.
Le 7 juillet 1924 à Paris, lors des Jeux olympiques, l'Américain Robert LeGendre améliore de sept centimètres la performance de Gourdin dans le cadre du concours du pentathlon, en franchissant 7,76 m.
Le 13 juin 1925, son compatriote DeHart Hubbard, considéré par les spécialistes comme le premier grand sauteur en longueur de l'ère moderne, atteint la marque de 7,89 m au cours des championnats NCAA se déroulant à Chicago, améliorant de 13 cm le record de LeGendre.
Le 7 juillet 1928, l'autre américain Ed Hamm s'empare du record mondial en réalisant un saut à 7,90 m à Cambridge dans le Massachusetts, mais se voit supplanté deux mois plus tard, par l'Haïtien Sylvio Cator qui établit la marque de 7,93 m le 9 septembre au Stade de Colombes.
Le 27 octobre 1931, le Japonais Chūhei Nanbu se rapproche de la limite des huit mètres en accomplissant un saut à 7,98 m à Tokyo, nouveau record mondial.
Le 25 mai 1935, lors des championnats de la Big Ten Conference à Ann Arbor dans le Michigan, l'Américain Jesse Owens, malgré une grande douleur au dos à la suite d'une chute dans un escalier quelques jours plus tôt, battra six records mondiaux en l'espace d'une heure, dont ceux du 100 yards et du 200 yards. Au saut en longueur, après avoir placé un morceau de papier sous un caillou à hauteur des 7,98 m (matérialisant le record du monde de Chūhei Nanbu), il s'élance pour un unique essai car il est engagé dans d'autres courses. Il améliore avec 8,13 m de 15 cm le record mondial du Japonais et devient le premier athlète de l'histoire à dépasser la limite des huit mètres au saut en longueur.
Jesse Owens réalisera 8,06 m lors de sa victoire aux Jeux olympiques de 1936 mais sa performance reste inégalée jusqu'en 1960, soit vingt-cinq ans après son exploit d'Ann Arbor.

### Ralph Boston 25 ans après

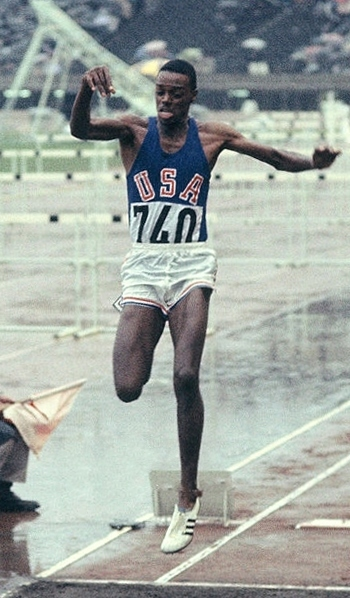
Ralph Boston améliore à cinq reprises le record du monde.

Le 12 août 1960, à Walnut en Californie, l'Américain Ralph Boston réalise un saut à 8,21 m et améliore de 8 cm le record du monde de Jesse Owens. Titré lors des Jeux olympiques de 1960, Boston améliore à deux reprises son propre record mondial lors de la saison 1961 en sautant 8,24 m le 27 mai 1961 à Modesto lors des California Relays, puis 8,28 m le 16 juillet 1961 à Moscou au cours de la rencontre URSS-USA.
Le 10 juin 1962, lors du Mémorial Safaryan à Erevan, le Soviétique Igor Ter-Ovanessian, premier Européen à franchir la limite des huit mètres au saut en longueur, dépasse la marque de Ralph Boston en retombant à 8,31 m. Le 25 mai 1963, lors des Modesto Relays à Modesto, l'Américain Phil Shinnick, qui détient alors un record personnel à 7,75 m, atteint les 8,33 m, mais cette performance n'est pas homologuée en raison d'un vent supérieur à la limite autorisé. Mais contestant la présence de vent ce jour-là, l'athlète américain verra finalement son saut validé, une première fois en 2003 par l'USATF en tant qu'ancien record des États-Unis, et surtout en 2021 par World Athletics en tant qu'ancien record du monde, 58 ans après sa performance de Modesto,. Le saut de 8,31 m établi le 15 août 1964 à Kingston par Ralph Boston, qui égalait la marque de Ter-Ovanessian, a été homologué comme un record du monde jusqu'en 2021, avant que le saut de 8,33 m de Phil Shinnick ne soit validé.
Le 12 septembre 1964 à Los Angeles durant les sélections olympiques américaines, Ralph Boston redevient de nouveau recordman du monde en atteignant la marque de 8,34 m. Puis, le 29 mai 1965 lors des California Relays de Modesto en Californie, il établit le cinquième et dernier de ses records du monde avec un saut à 8,35 m, performance qui sera égalée par Igor Ter-Ovanessian le 19 octobre 1967 au cours de la semaine pré-olympique à Mexico, en altitude.

### Bob Beamon 55 cm plus loin

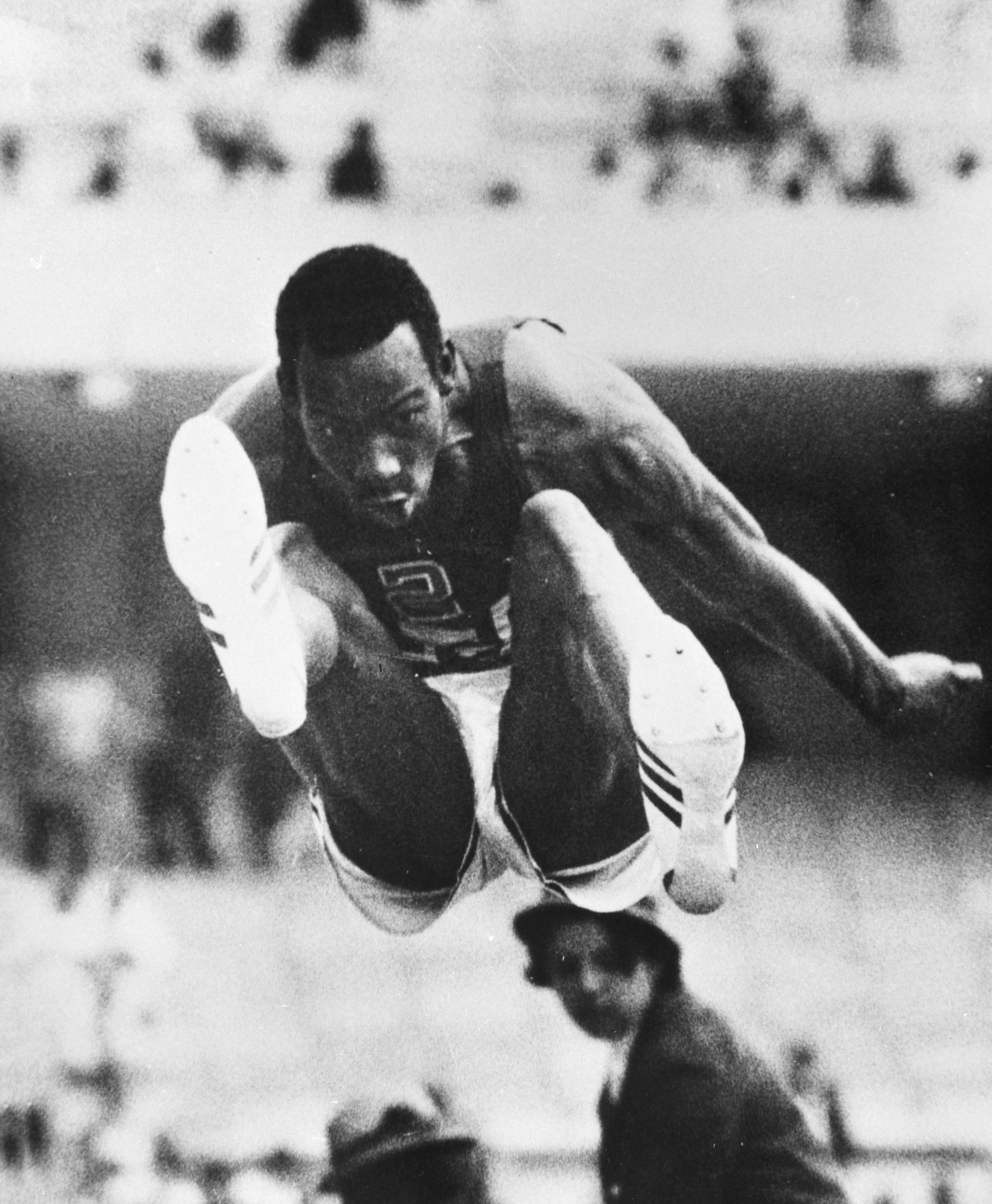
Bob Beamon, auteur d'un nouveau record du monde en 1968 aux Jeux de Mexico.

Le 18 octobre 1968, en finale des Jeux olympiques de Mexico, l'Américain Bob Beamon améliore considérablement, de 55 cm, le record du monde co-détenu par Ralph Boston et Igor Ter-Ovanessian en effectuant un saut à 8,90 m, et ce dès sa première tentative. Beamon bénéficie de conditions exceptionnelles lors de son saut, l'altitude élevée de la ville de Mexico (2 300 m), la piste d'élan en synthétique, ainsi qu'un vent favorable de 2 m/s.
En 1979, lors de la coupe du monde des nations de Montréal, au Canada, l'Américain Larry Myricks établit avec un saut à 8,52 m la deuxième  meilleure performance de tous les temps derrière les 8,90 m de Bob Beamon, mais également le meilleur saut jamais enregistré au niveau de la mer. Cette performance est rééditée par son compatriote Carl Lewis, qui atteint la marque de 8,76 m en 1982 à Indianapolis. En 1984, Carl Lewis devient détenteur du record du monde en salle en effectuant un bond à 8,79 m à New York. Le 22 mai 1987, à Tsakhkadzor en Arménie, en altitude, le Soviétique Robert Emmiyan approche de quatre centimètres la marque de Bob Beamon avec un saut à 8,86 m (+ 1,9 m/s), signant à l'occasion un nouveau record d'Europe.

### Mike Powell et le duel de Tokyo
Le 30 août 1991, au cours de la finale des championnats du monde de Tokyo au Japon, l'Américain Carl Lewis réussit à sauter un centimètre au-delà du record du monde de Bob Beamon (8,91 m), mais la performance n'est finalement pas validée en raison d'un vent trop favorable. Lors de ce même concours, son compatriote Mike Powell établit la marque de 8,95 m (+ 0,3 m/s) à son cinquième essai et améliore de 5 cm le record du monde de Beamon datant des Jeux olympiques de 1968. Dans cette finale, Carl Lewis réalise le meilleur concours de sa carrière en effectuant notamment un saut à 8,87 m, ce qui le place troisième performeur de tous les temps derrière Powell et Beamon.
Les deux meilleurs sauteurs depuis sont Erick Walder en 1994 et Dwight Phillips en 2009, tous deux à mesurés à 8,74 m. En 1992, Powell franchit 8,99 m, mais le saut n'est pas validé en raison d'un vent supérieur à la limite autorisée. Le 29 juillet 1995, lors du meeting de Sestrières en Italie, le Cubain Ivan Pedroso atteint la marque de 8,96 m avec un vent régulier mesuré dans un premier temps à 1,2 m/s. Le Cubain pense avoir battu le record du monde mais le jury italien, après enquête et visionnage des vidéos, décide de ne pas valider cette performance en raison de la présence d'un officiel italien placé volontairement devant l'anémomètre, et uniquement lors des six sauts du Cubain, en faussant ainsi la mesure. En 2010 Fabrice Lapierre saute à 8,78 m mais avec trop de vent. Le 10 juin 2018, Juan Miguel Echevarría saute à 8,83 m mais cette fois encore avec trop de vent.

### Progression du record du monde
18 records du monde masculins du saut en longueur ont été ratifiés par World Athletics.
| Marque | Vent (m/s) | Athlète             | Lieu        | Compétition           | Date              |
| ------ | ---------- | ------------------- | ----------- | --------------------- | ----------------- |
| 7,61 m | -          | Peter O'Connor      | Dublin      |                       | 5 août 1901       |
| 7,69 m | -          | Edward Gourdin      | Cambridge   | Match Harvard-Yale    | 23 juillet 1921   |
| 7,76 m | -          | Robert LeGendre     | Paris       | Jeux olympiques       | 7 juillet 1924    |
| 7,89 m | -          | DeHart Hubbard      | Chicago     | Championnats NCAA     | 13 juin 1925      |
| 7,90 m | -          | Edward Hamm         | Cambridge   | Sélections olympiques | 7 juillet 1928    |
| 7,93 m | 0,0        | Sylvio Cator        | Paris       | Match international   | 9 septembre 1928  |
| 7,98 m | 0,5        | Chūhei Nanbu        | Tokyo       | Match international   | 27 octobre 1931   |
| 8,13 m | 1,5        | Jesse Owens         | Ann Arbor   | Big Ten Conference    | 25 mai 1935       |
| 8,21 m | 0,0        | Ralph Boston        | Walnut      | Test olympique        | 12 août 1960      |
| 8,24 m | 1,8        | Ralph Boston        | Modesto     | California Relays     | 27 mai 1961       |
| 8,28 m | 1,2        | Ralph Boston        | Moscou      | Match URSS-USA        | 16 juillet 1961   |
| 8,31 m | -0,1       | Igor Ter-Ovanessian | Erevan      | Mémorial Safaryan     | 10 juin 1962      |
| 8,33 m | 0,0        | Phil Shinnick       | Modesto     | Modesto Relays        | 25 mai 1963       |
| 8,34 m | 1,0        | Ralph Boston        | Los Angeles | Sélections olympiques | 12 septembre 1964 |
| 8,35 m | 0,0        | Ralph Boston        | Modesto     | California Relays     | 29 mai 1965       |
| 8,35 m | 0,0        | Igor Ter-Ovanessian | Mexico      | Semaine pré-olympique | 19 octobre 1967   |
| 8,90 m | 2,0        | Bob Beamon          | Mexico      | Jeux olympiques       | 18 octobre 1968   |
| 8,95 m | 0,3        | Mike Powell         | Tokyo       | Championnats du monde | 30 août 1991      |

## Record du monde féminin

### Premiers records

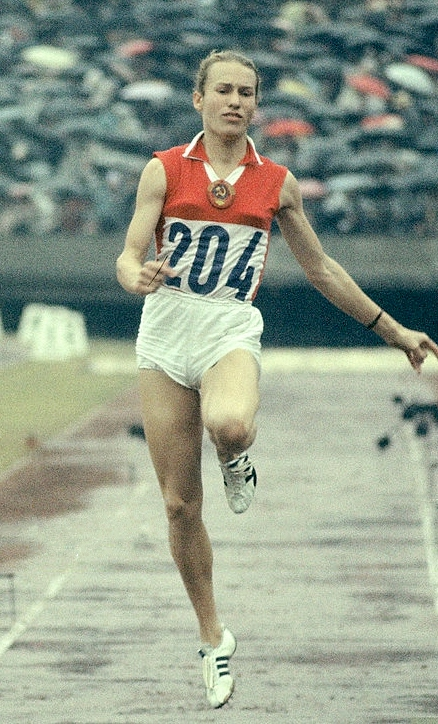
Tatyana Shchelkanova améliore à trois reprises le record du monde du saut en longueur au début des années 1960.

Le premier record du monde féminin du saut en longueur, régi alors par la Fédération sportive féminine internationale est celui de la Tchécoslovaque Marie Mejzlíková qui établit la marque de 5,16 m le 6 août 1922 à Prague, un an avant de porter ce record à 5,30 m le 23 septembre 1923 à Prague. 
Le record du monde est amélioré par la Britannique Muriel Gunn (5,485 m le 2 août 1926 à Londres), puis par la Japonaise Kinue Hitomi (5,50 m, le 28 août 1926 à Göteborg lors des Jeux mondiaux féminins). Muriel Gunn s'approprie de nouveau le record mondial le 1er août 1927 à Londres avec 5,57 m mais Kinue Hitomi l'améliore de 41 cm avec un saut à 5,98 m, établi le 20 mai 1928 à Osaka au cours des championnats du Japon. Cette marque constitue le premier record du monde féminin homologuée par l'IAAF.
Le 30 juillet 1939, au meeting ISTAF de Berlin, l'Allemande Christel Schulz devient officiellement la première athlète féminine à dépasser la ligne des six mètres au saut en longueur en atteignant la marque de 6,12 m. Ce record n'est battu que quatre ans plus tard le 19 septembre 1943 par la Néerlandaise Fanny Blankers-Koen qui réalise 6,25 m à Leyde.
La Néo-Zélandaise Yvette Williams, championne olympique du saut en longueur en 1952 à Helsinki, devient la nouvelle détentrice du record du monde, onze ans après la performance de Fanny Blankers-Koen, en effectuant un saut à 6,28 m le 20 février 1954 à Gisborne. Le record est amélioré à deux reprises lors de la saison 1955 par la Soviétique Galina Vinogradova : une première fois le 11 septembre 1955 à Moscou au cours du match URSS - Grande-Bretagne avec 6,28 m, et une seconde fois le 18 novembre à Tbilissi avec 6,31 m. La Polonaise Elżbieta Krzesińska l'améliore lors de la saison suivante en réalisant 6,35 m à deux reprises : le 20 août 1956 à Budapest, puis le 27 novembre 1956 à Melbourne à l'occasion de sa victoire en finale des Jeux olympiques. 
Le record de Krzesińska est battu de 5 cm le 7 août 1960 à Erfurt lors des sélections olympiques par l'Est-Allemande Hildrun Claus avec 6,40 m, record qu'elle porte à 6,42 m le 23 juin 1961 à Berlin. Le 16 juillet 1961, à Moscou au cours du match URSS-USA, la Soviétique Tatyana Shchelkanova ajoute 6 cm au record du monde de Hildrun Claus en atteignant la marque de 6,48 m, performance qu'elle améliore à deux reprises : une première fois le 10 juin 1962 à Leipzig avec 6,53 m, et une deuxième fois le 4 juillet 1964 à Moscou au Mémorial Znamensky avec 6,70 m. Le 14 octobre 1964, la Britannique Mary Rand remporte la finale des Jeux olympiques, à Tokyo, en fixant le record du monde à 6,76 m. 
Le record de Mary Rand est amélioré quatre ans plus tard, le 14 octobre 1968, par la Roumaine Viorica Viscopoleanu qui remporte les Jeux olympiques de Mexico avec un saut à 6,82 m, profitant des conditions atmosphériques du site. Le 3 septembre 1970, au cours des l'Universiades d'été de Turin, l'Allemande de l'Ouest Heide Rosendahl, championne olympique en 1972, améliore de 6 centimètres le record du monde de Viscopoleanu en établissant la marque de 6,84 m. 
Le 9 mai 1976, quelques mois avant son titre olympique obtenu aux Jeux de Montréal, l'Est-allemande Angela Voigt porte le record du monde à 6,92 m à Dresde au cours de la coupe nationale des clubs. Ce record est amélioré quelques semaines plus tard, le 26 juillet 1976, toujours à Dresde lors de la journée olympique, par sa compatriote Siegrun Siegl qui effectue un saut à 6,99 m.

### Au-delà des sept mètres

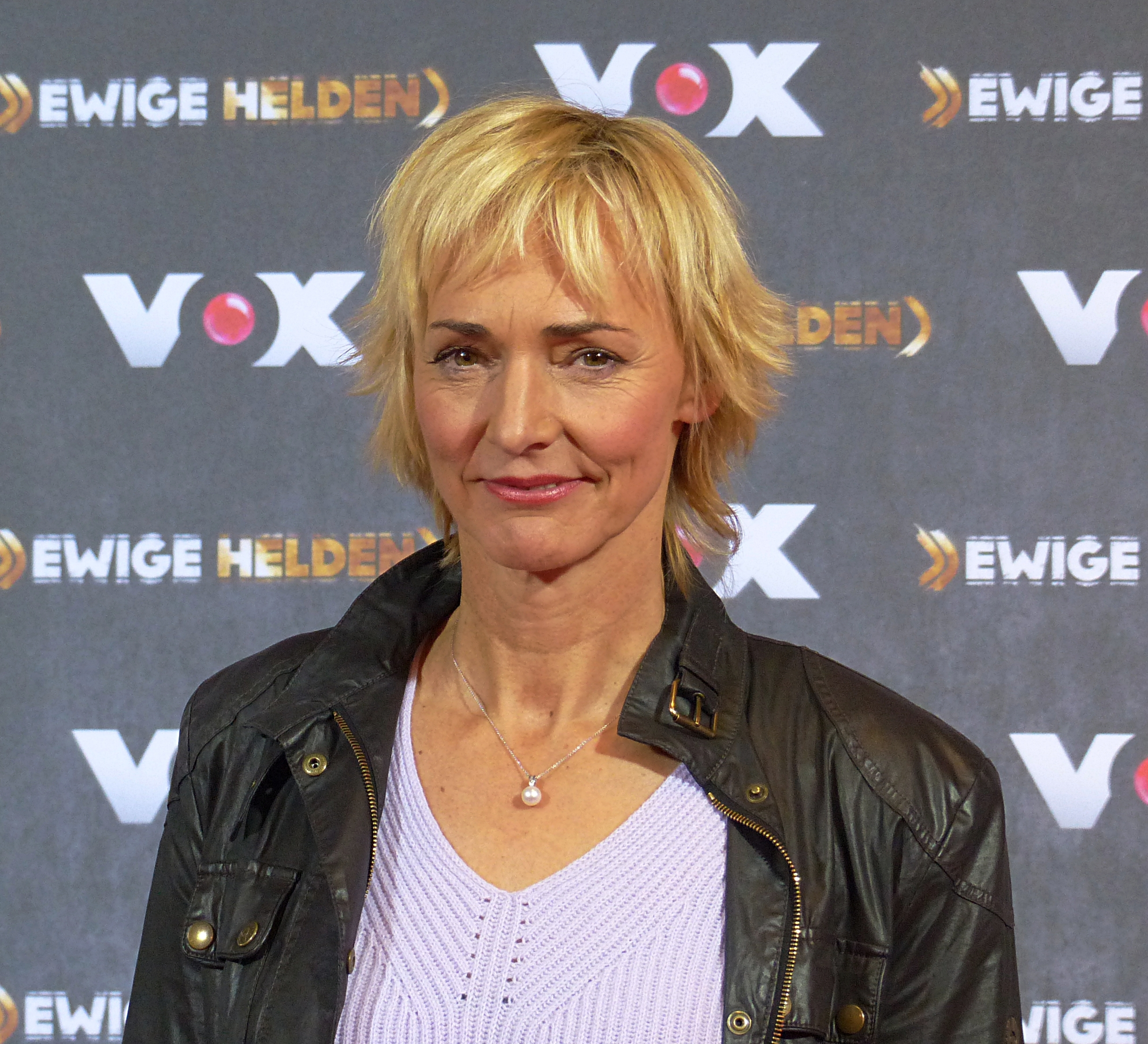
Heike Drechsler.

La limite des sept mètres au saut en longueur féminin est franchie pour la première fois le 18 août 1978, à Chișinău en Moldavie, par la Lituanienne Vilma Bardauskienė qui sous les couleurs de l'Union soviétique, réalise un saut à 7,07 m, aidée par un vent favorable de 1,9 m/s. Onze jours plus tard, le 29 août 1978, lors du concours de qualifications des championnats d'Europe, à Prague, elle améliore de 2 cm son propre record du monde en établissant la marque de 7,09 m à son premier essai, par vent nul. 
Le 1er août 1982, à Bucarest lors des championnats nationaux, les Roumaines Anişoara Cuşmir et Vali Ionescu succèdent à Vilma Bardauskienė en établissant deux nouveaux records du monde lors du même concours : 7,15 m tout d'abord pour Cuşmir à son cinquième essai, et 7,20 m ensuite pour Ionescu à son sixième et dernier essai. Anișoara Cușmir-Stanciu, qui deviendra championne olympique en 1984 à Los Angeles, améliore par trois fois le record du monde lors de la saison 1983 en réalisant successivement 7,21 m le 15 mai à Bucarest, puis 7,27 m et 7,43 m le 4 juin, toujours à Bucarest au cours des Championnats de Roumanie, faisant progresser le record mondial de près de 34 cm en moins d'un an.
Le record du monde de 7,43 m d'Anișoara Cușmir-Stanciu est battu d'un centimètre par l'Est-allemande Heike Drechsler, championne olympique de la discipline en 1992 et 2000, qui atteint la marque de 7,44 m le 22 septembre 1985 à Berlin, aidée par un vent favorable de 2 m/s. Drechsler porte la meilleure marque mondiale à 7,45 m le 21 juin 1986 à Tallinn au cours du Match URSS-Allemagne de l'Est, puis renouvelle ce saut quelques jours plus tard, le 3 juillet 1986 à Dresde lors de la Journée olympique. 
Le 13 août 1987, à Indianapolis au cours des Jeux panaméricains, l'Américaine Jackie Joyner-Kersee, championne olympique en 1988 et double championne du monde en 1987 et 1991, égale le record du monde d'Heike Drechsler de 7,45 m en établissant par ailleurs quatre autres sauts au-delà des 7,13 m. 
Le 11 juin 1988, à Leningrad au cours du Mémorial Znamensky, la Soviétique Galina Chistyakova égale à son quatrième essai le record du monde de 7,45 m co-détenu par Drechsler et Joyner-Kersee, puis l'améliore de 7 cm lors du même concours à son sixième et dernier essai en le fixant à 7,52 m (+ 1,4 m/s).
Depuis, plusieurs athlètes se sont rapprochées du record du monde de Galina Chistyakova en dépassant la limite des 7,40 m : Jackie Joyner-Kersee qui réalise 7,49 m à deux reprises lors de la saison 1994, Heike Drechsler qui atteint 7,48 m en 1988 et 1992, et la Russe Tatyana Kotova, créditée de 7,42 m en 2002.

### Progression du record du monde
36 records du monde féminins du saut en longueur ont été ratifiés par World Athletics.
| Marque  | Vent (m/s) | Athlète              | Lieu         | Circonstance                         | Date              |
| ------- | ---------- | -------------------- | ------------ | ------------------------------------ | ----------------- |
| 5,16 m  |            | Marie Mejzlíková     | Prague       |                                      | 6 août 1922       |
| 5,30 m  |            | Marie Mejzlíková     | Prague       |                                      | 23 septembre 1923 |
| 5,485 m |            | Muriel Gunn          | Londres      |                                      | 2 août 1926       |
| 5.50 m  |            | Kinue Hitomi         | Göteborg     | Jeux mondiaux féminins               | 28 août 1926      |
| 5,57 m  |            | Muriel Gunn          | Londres      |                                      | 1er août 1927     |
| 5,98 m  |            | Kinue Hitomi         | Osaka        | Championnats du Japon                | 20 mai 1928       |
| 6,12 m  |            | Christel Schulz      | Berlin       | ISTAF                                | 30 juillet 1939   |
| 6,25 m  |            | Fanny Blankers-Koen  | Leyde        |                                      | 19 septembre 1943 |
| 6,28 m  | + 0,2      | Yvette Williams      | Gisborne     |                                      | 20 février 1954   |
| 6,28 m  | + 1,3      | Galina Vinogradova   | Moscou       | Match URSS/Grande-Bretagne           | 11 septembre 1955 |
| 6,31 m  | + 0,5      | Galina Vinogradova   | Tbilissi     |                                      | 18 novembre 1955  |
| 6,35 m  | + 1,0      | Elżbieta Krzesińska  | Budapest     |                                      | 20 août 1956      |
| 6,35 m  |            | Elżbieta Krzesińska  | Melbourne    | Jeux olympiques                      | 27 novembre 1956  |
| 6,40 m  | + 0,0      | Hildrun Claus        | Erfurt       |                                      | 7 août 1960       |
| 6,42 m  | + 1,4      | Hildrun Claus        | Berlin       |                                      | 23 juin 1961      |
| 6,48 m  | - 1,5      | Tatyana Shchelkanova | Moscou       | Match URSS-USA                       | 16 juillet 1961   |
| 6,53 m  | + 1,5      | Tatyana Shchelkanova | Leipzig      |                                      | 10 juin 1962      |
| 6,70 m  |            | Tatyana Shchelkanova | Moscou       | Mémorial Znamensky                   | 4 juillet 1964    |
| 6,76 m  | - 1,6      | Mary Rand            | Tokyo        | Jeux olympiques                      | 14 octobre 1964   |
| 6,82 m  | + 0,0      | Viorica Viscopoleanu | Mexico       | Jeux olympiques                      | 14 octobre 1968   |
| 6,84 m  | + 0,0      | Heide Rosendahl      | Turin        | Universiade d'été                    | 3 septembre 1970  |
| 6,92 m  | + 1,6      | Angela Voigt         | Dresde       | Coupe d'Allemagne de l'Est des clubs | 9 mai 1976        |
| 6,99 m  | + 2,0      | Siegrun Siegl        | Dresde       | Journée olympique                    | 19 mai 1976       |
| 7,07 m  | + 1,9      | Vilma Bardauskienė   | Chișinău     | Jumpers Day                          | 18 août 1978      |
| 7,09 m  | + 0,0      | Vilma Bardauskienė   | Prague       | Championnats d'Europe                | 29 août 1978      |
| 7,15 m  | + 0,3      | Anişoara Cuşmir      | Bucarest     |                                      | 1er août 1982     |
| 7,20 m  | - 0,3      | Vali Ionescu         | Bucarest     | Championnats de Roumanie             | 1er août 1982     |
| 7,21 m  | + 0,6      | Anişoara Cuşmir      | Bucarest     | Match international                  | 15 mai 1983       |
| 7,27 m  | + 0,6      | Anişoara Cuşmir      | Bucarest     |                                      | 4 juin 1983       |
| 7,43 m  | + 1,4      | Anişoara Cuşmir      | Bucarest     | Championnats de Roumanie             | 4 juin 1983       |
| 7,44 m  | + 2,0      | Heike Drechsler      | Berlin       | Test coupe du monde                  | 22 septembre 1985 |
| 7,45 m  | + 0,9      | Heike Drechsler      | Tallinn      | Match URSS-Allemagne de l'Est        | 21 juin 1986      |
| 7,45 m  | + 1,1      | Heike Drechsler      | Dresde       | Journée olympique                    | 3 juillet 1986    |
| 7,45 m  | + 0,6      | Jackie Joyner-Kersee | Indianapolis | Jeux panaméricains                   | 13 août 1987      |
| 7,45 m  | + 1,0      | Galina Chistyakova   | Leningrad    |                                      | 11 juin 1988      |
| 7,52 m  | + 1,4      | Galina Chistyakova   | Leningrad    | Mémorial Znamensky                   | 11 juin 1988      |

## Records du monde en salle

### Hommes

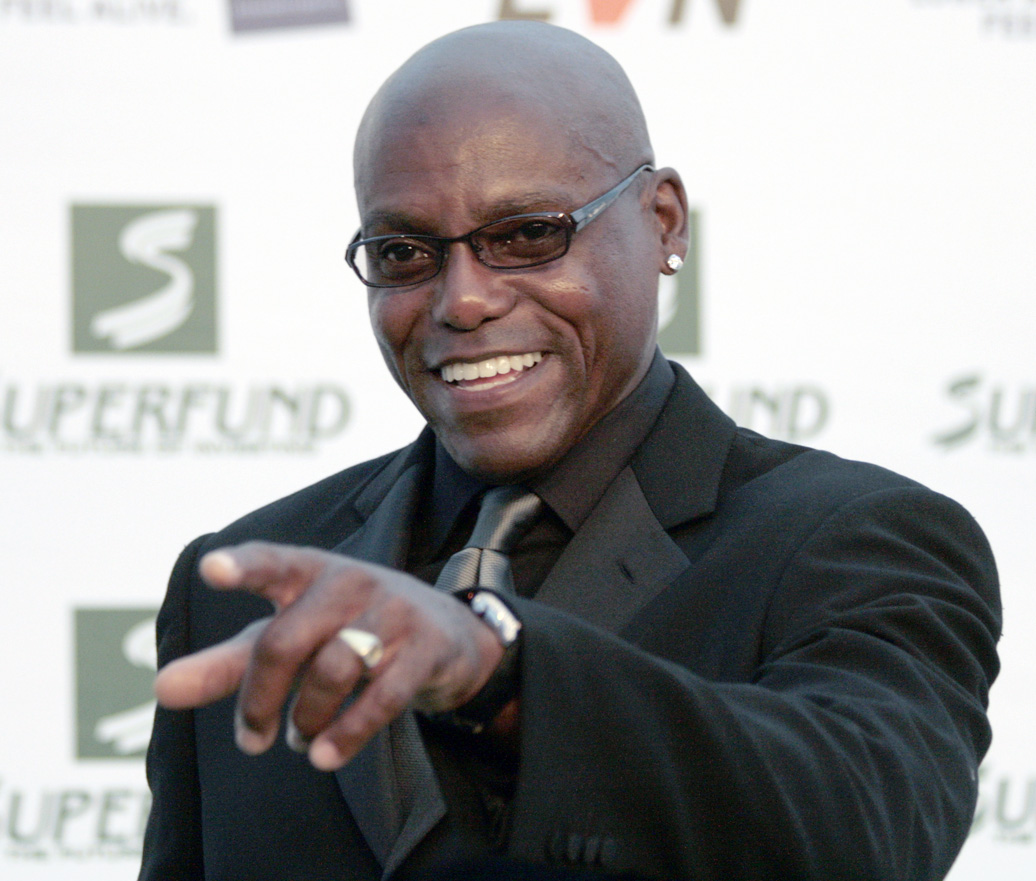
Carl Lewis détient le record du monde en salle du saut en longueur avec 8.79 m.

Un seul record du monde en salle masculin a été homologué par l'IAAF, celui de l'Américain Carl Lewis le 27 janvier 1984 à New York avec 8,79 m.
| Marque | Athlète    | Lieu     | Date            |
| ------ | ---------- | -------- | --------------- |
| 8,79 m | Carl Lewis | New York | 27 janvier 1984 |

### Femmes
Deux records du monde en salle féminins du saut en longueur ont été ratifiés par l'IAAF, ceux de l'Allemande Heike Drechsler : 7,32 m, le 27 février 1987 à New York, et 7,37 m, le 13 février 1988 à Vienne, l'actuel record.
| Marque | Athlète         | Lieu     | Date            |
| ------ | --------------- | -------- | --------------- |
| 7,32 m | Heike Drechsler | New York | 27 février 1987 |
| 7,37 m | Heike Drechsler | Vienne   | 13 février 1988 |

## Autres catégories d'âge

### Records du monde juniors
Les records du monde juniors du saut en longueur sont actuellement détenus par l'Italien Mattia Furlani, auteur de 8,36 m le 15 mai 2024 à Savone, et par l'Allemande Heike Drechsler, créditée de 7,14 m le 4 juin 1983 à Bratislava.
| Marque | Vent      | Athlète         | Date             | Lieu        |
| ------ | --------- | --------------- | ---------------- | ----------- |
| 8,34 m | + 0,0 m/s | Randy Williams  | 8 septembre 1972 | Munich      |
| 8,35 m | + 1,1 m/s | Sergey Morgunov | 20 juin 2012     | Tcheboksary |
| 8,36 m | + 1,6 m/s | Mattia Furlani  | 15 mai 2024      | Savone      |

| Marque | Vent | Athlète         | Date        | Lieu       |
| ------ | ---- | --------------- | ----------- | ---------- |
| 7,14 m |      | Heike Drechsler | 4 juin 1983 | Bratislava |

### Meilleures performances mondiales cadets
Les meilleures performances mondiales cadets sont la propriété du Cubain Luis Alberto Bueno (8,25 m le 28 septembre 1986 à La Havane), et de Heike Drechsler (6,91 m le 9 août 1981 à Iéna)  .
| Marque | Vent | Athlète            | Date              | Lieu      |
| ------ | ---- | ------------------ | ----------------- | --------- |
| 8,25 m |      | Luis Alberto Bueno | 28 septembre 1986 | La Havane |

| Marque | Vent | Athlète         | Date        | Lieu |
| ------ | ---- | --------------- | ----------- | ---- |
| 6,91 m |      | Heike Drechsler | 9 août 1981 | Iéna |